# Partido Liberal Colombiano
Die Partido Liberal Colombiano (Abk. PLC, Kolumbianische Liberale Partei) ist eine Mitte-links-Partei und eine der ältesten Parteien in Kolumbien. Zusammen mit dem Partido Conservador Colombiano hat die PLC seit dem Jahr 1900 bis 2002 weitestgehend die Geschicke des Landes bestimmt und war auch eine der zwei wichtigsten politischen Kräfte Kolumbiens. Sie ist Mitglied Sozialistischen Internationalen.

## Geschichte
Die Partei wurde am 16. Juli 1848 gegründet, als der Journalist und Ideologe Ezequiel Rojas das erste Programm der „Liberale Partei“ genannten Partei vorschlug und dies von General José Hilario López im Falle einer gewonnenen Präsidentschaftswahl umgesetzt werden sollte. Seitdem hat die Partei die Eigenschaften einer liberalen, antiklerikalen und fortschrittlichen politischen Organisation, die sich seit Beginn in zwei Flügel teilt: Der eine Flügel favorisiert den Freihandel, der andere legt das Augenmerk auf den Schutz der Handwerker.
Nach der als La Violencia bekannten Zeit erreichten die Liberalen und die Konservative Partei eine Einigung um die Macht in der Nationalfront von 1958 bis 1974, die dem Fall General Gustavo Rojas Pinillas folgte. Heutzutage gibt es viele Kritiker der sechzehnjährigen Einigung, allerdings muss man gerechterweise sagen, dass jene die Intensität der heftigen politischen Kriegsführung fast zur Gänze beseitigte.
Im Jahre 2002 war die Liberale Partei die größte Partei im kolumbianischen Kongress mit 54 von 166 Abgeordneten und 28 von 102 Senatoren. In den Kolumbianische Parlamentswahlen 2006 gewann die Partei 38 von 166 Abgeordneten und 18 von 102 Senatoren. Mit der Wahl von Álvaro Uribe Vélez zum unabhängigen Präsidenten Kolumbiens erreichte die Partei ihre bislang größte Krise.
Die Krise der Partei hat viele andere Gründe neben der Wahl Uribes zum Präsidenten und seiner späteren Wiederwahl, aber die offensichtliche Teilung unter seiner Führerschaft hat die Unterstützung stark abnehmen lassen, die bis dato die wichtigste Partei des Landes war. Während der Präsidentenwahlen vom 28. Mai 2006 gewann der offizielle liberale Kandidat Horacio Serpa Uribe 11,84 % der Stimmen, was ihm den dritten Platz einbrachte. Während der Parlamentswahlen vom 14. März 2010 erhielt die Liberale Partei 18 Senatoren und 35 Abgeordnete.
Bei der Parlamentswahl in Kolumbien 2014  erreichte die Partei 17 Senatorensitze im Senat von Kolumbien und 39 Abgeordnetensitze im Repräsentantenhaus von Kolumbien.
Bei der Parlamentswahl in Kolumbien 2018 am 11. März 2018 erreichte die Partei 14 Senatorensitze im Senat von Kolumbien und 35 Abgeordnetensitze im Repräsentantenhaus von Kolumbien.